# Пассавож
Пассавож — река в России, протекает в Чердынском районе Пермского края. Устье реки находится в 12 км по левому берегу реки Ямжач. Длина реки составляет 12 км.
Река течёт по предгорьям Северного Урала, к западу от возвышенности Ямжачная Парма. Исток находится на восточных склонах горы Верх-Пассавож (339 м НУМ). Направление течения — сначала север, затем восток. Всё течение проходит по ненаселённой местности, среди покрытых лесом холмов.

## Данные водного реестра
По данным государственного водного реестра России относится к Камскому бассейновому округу, водохозяйственный участок реки — Кама от водомерного поста у села Бондюг до города Березники, речной подбассейн реки — бассейны притоков Камы до впадения Белой. Речной бассейн реки — Кама.
По данным геоинформационной системы водохозяйственного районирования территории РФ, подготовленной Федеральным агентством водных ресурсов:
- Код водного объекта в государственном водном реестре — 10010100212111100005577
- Код по гидрологической изученности (ГИ) — 111100557
- Код бассейна — 10.01.01.002
- Номер тома по ГИ — 11
- Выпуск по ГИ — 1